# Stadtwerke Böhmetal
Die Stadtwerke Böhmetal GmbH ist im Jahre 1998 aus der Fusion der Stadtwerke Fallingbostel GmbH und der Stadtwerke Walsrode GmbH entstanden, die bereits auf eine jahrzehntelange Tradition in der Energie- und Wasserversorgung verweisen können. Alleinige Gesellschafterin der Stadtwerke Böhmetal GmbH ist die Kommunale Dienstleistungen Böhmetal GmbH mit ihren Gesellschaftern Stadt Bad Fallingbostel und Stadt Walsrode zu je 50 %. Die Beteiligung der Avacon AG mit Sitz in Helmstedt in Höhe von 19,9 % endete nach rund 15 Jahren Ende November 2014.

## Tätigkeitsbereiche
Die Stadtwerke Böhmetal GmbH versorgt als mehrheitlich kommunales Wirtschaftsunternehmen Haushalte, Gewerbebetriebe und Industrieunternehmen mit
- elektrischer Energie
- Erdgas
- Trinkwasser
- technischen sowie kaufmännischen Dienstleistungen

Die regionalen Tätigkeitsschwerpunkte sind dabei die beiden Städte Bad Fallingbostel und Walsrode. Im Rahmen des Wasserverbands Heidekreis (WVH) werden das Gebiet der ehemaligen Gemeinde Bomlitz, Teilgebiete des Gemeindefreien Bezirks Osterheide sowie die Samtgemeinden Ahlden, Rethem und Schwarmstedt mit Trinkwasser versorgt. Das Versorgungsgebiet umfasst damit alle Ortschaften im Altkreis Landkreis Fallingbostel (ohne Walsrode Stadt und Bad Fallingbostel mit Dorfmark und ohne den Gemeindefreien Bezirk Osterheide).

### Versorgungsumfang
- 30.000 Einwohner mit Strom
- 25.000 Einwohner mit Erdgas
- 67.000 Einwohner mit Wasser

## Weitere Aufgabenbereiche
Der Stadtwerke Böhmetal GmbH obliegt neben den Versorgungsaufgaben Strom, Gas und Wasser die Betriebsführung des bei der Muttergesellschaft Kommunale Dienstleistung Böhmetal GmbH angesiedelten Stadthallenbetriebes in Walsrode und der Bädergesellschaft Böhmetal mbH als Schwestergesellschaft mit den fünf Bädern (Hallenbad Bad Fallingbostel, Lieth-Freibad Bad Fallingbostel, Fitness-Hallenbad Walsrode, Freibad „Waldbad“ in Bomlitz und Strandbad in Dorfmark) sowie dem Blockheizkraftwerk im Bereich des Hallenbades Walsrode.
Aus dem Unternehmenszweck heraus nehmen die Stadtwerke Böhmetal auf der Grundlage eines am 23. Februar 1989 geschlossenen umfassenden Geschäftsbesorgungsvertrages alle Aufgaben der technischen und kaufmännischen Betriebsführung für den Zweckverband Wasserversorgungsverband Landkreis Heidekreis (WVH) wahr. Der Geschäftsführer der Stadtwerke Böhmetal GmbH ist in diesem Zusammenhang gleichzeitig auch zum Geschäftsführer des Verbandes bestellt.
Die Bereiche Abwässer, Stadtentwässerung, Stadtforsten, Straßen- und Grundstückspflege für den Bereich der Stadt Walsrode sowie – in einzelnen Bereichen – für die Samtgemeinde Rethem und die Gemeinde Hodenhagen werden seit dem 1. Januar 2018 durch Neugründung der Kommunal Service Böhmetal gkAöR (gemeinsame kommunale Anstalt öffentlichen Rechts) übernommen. Der Geschäftsführer der Stadtwerke Böhmetal GmbH ist in diesem Zusammenhang gleichzeitig auch zum Vorstand der gkAöR bestellt worden.